# Uwe Hain
Uwe Hain (Schladen, 18 ottobre 1955) è un allenatore di calcio ed ex calciatore tedesco, di ruolo portiere.

## Palmarès

### Club

#### Competizioni nazionali
- Campionato tedesco: 1

Amburgo: 1982-1983
- Oberliga Nord: 1

E. Braunschweig: 1987-1988

#### Competizioni internazionali
- Coppa dei Campioni: 1

Amburgo: 1982-1983